# Cratere Poynting (Marte)
Poynting è un cratere sulla superficie di Marte.
Il cratere è dedicato al fisico britannico John Henry Poynting.